# Born from Pain
Born from Pain – holenderska grupa muzyczna wywodząca się z nurtu hardcore.

## Historia
Zespół powstał wczesnym latem 1997 w miejscowości Heerlen (prowincja Limburgia w południowo-wschodniej Holandii) po rozwiązaniu grupy Feeding The Fire. Jej wokalista Rob Franssen oraz Ché Snelting założyli wówczas Born from Pain (pierwszy z nich objął w nowym zespole funkcję basisty, a drugi został wokalistą). W pierwotnym składzie BFP byli także gitarzysta Stefan van Neerven i perkusista Wouter Alers, zaś nieoficjalnie drugim gitarzystą był Marco. Wcześniej członkowie BFP należeli do innych formacji: basista Rob Franssen był wcześniej wokalistą Bloodsport, Feeding The Fire, Point Of No Return, Wheel of Progress, Backdraft, perkusista Wouter Alers należał do Feeding The Fire, Burning Still, Putridus, Bloodsport, Stefan van Neerven był członkiem m.in. grup Invidia (jako wokalista) i Bloodsport (do 1997 gitarzysta), natomiast gitarzysta od 2001 tj. Marijn Moritz był wokalistą Standard.
Nazwa zespołu Born from Pain została zaczerpnięta od identycznego tytułu utworu amerykańskiej formacji Earth Crisis, wydanego na albumie Destroy the Machines z 1995. Słowa te – zdaniem członków zespołu – w sposób dosłowny odzwierciedlały ich postrzeganie świata, w którym według nich wiele rzeczy jest „zrodzonych z bólu”, jednak zapożyczenie tychże słów do nazwy nie oznaczało jednoczesnego naśladownictwa w przesłaniu zasad straight edge, które były fundamentem działalności Earth Crisis. Inspiracjami muzycznymi dla członków Born from Pain była twórczość grup (głównie amerykańskich): Merauder, Hatebreed, Stigmata, All Out War, Biohazard, Earth Crisis, Bolt Thrower, Obituary, Integrity, Testament, Slayer, Agnostic Front, Crumbsuckers oraz reprezentantów nurtu New York Hardcore (NYHC). W efekcie Born from Pain był jednym z pierwszych europejskich zespołów grających hardcore w połączeniu z crossover metalem.
Pierwszy koncert BFP zagrał 23 sierpnia 1997 w klubie „de Oefenbunker” w Landgraaf, występując przed amerykańską formacją Morning Again. Następny występ, niespełna tydzień później tj. 29 sierpnia 1997, miał miejsce przed amerykańskim zespołem Despair, którego wokalistą był Scott Vogel. Born from Pain należał do lokalnej sceny muzycznej, nazywanej MOC. U zarania działalności grupy członkowie BFP wykonywali utwory zespołu Hatebreed. Jako pierwszy materiał została wydana w 1997 kaseta demo nakładem niemieckiej wytwórni Repel Records, zawierająca utwory „Christ Born”, „Poisoned Blood”, „Fallen Angel”. Na swoją pierwszą trasę koncertową grupa wybrała się do Anglii zimą 1998, zaś w 1999 odbyła pierwszą główną trasę europejską wraz z zespołem Cold As Life. W 1999 wydano pierwszy minialbum zespołu pt. Immortality nakładem angielskiej wytwórni Controtion Records. W tym samym czasie ukazał się album split wraz z niemiecką grupą Iron Skull nakładem szwajcarskiej wytwórni Fat For Life. Po wyprzedaniu albumu Immortality został ponownie wydany w 2000 nakładem holenderskiej wytwórni Gangstyle Records (GSR Music). Za sprawą tego samego wydawcy w 2000 opublikowano pierwszy album długogrający, zatytułowany Reclaiming the Crown. Po jego wydaniu z zespołu odszedł Servé Olieslagers w 2001. W 2000 do składu doszedł Karl Fieldhouse. W 2001 wydano split pt. Swift. Silent. Deadly wraz z amerykańską grupą Redline, pochodzącą ze stanu New Jersey. Do tego czasu BFP koncertował na europejskiej trasie z amerykańską formacją Cold As Life, a także grał koncerty w Wielkiej Brytanii, we Włoszech, w Hiszpanii, w Portugalii i w Skandynawii. W 2002 formacja uczestniczyła w trasie pod nazwą „Resistance Tour”. W początkowym okresie działalności zespół grał po około 30-50 koncertów rocznie, głównie w weekendy oraz podczas okazjonalnych tras koncertowych.
Drugi album zespołu pt. Sands of Time został nagrany w zmienionym składzie personalnym i został wydany w 2003 ponownie nakładem Gangstyle Records (GSR). Wydawnictwo zyskało pozytywne przyjęcie i wyniosło zespół wyżej w hierarchii. Po wydaniu tej płyty na przełomie czerwca i lipca 2003 grupa koncertowała po Europie z amerykańskim zespołem Madball, w tym samym roku z amerykańską formacją Terror, a w marcu 2004 ponownie z Terrorem (oraz z The Promise, Shattered Realm) tym razem na zachodnim wybrzeżu Stanów Zjednoczonych, tym samym po raz pierwszy odwiedzając ten kraj. W 2004 grupa dawała koncerty w Japonii. W międzyczasie, w październiku 2003 album Reclaiming the Crown został ponownie zmiksowany i zmasterowany w Antfarm Studios (Dania), kierowanym przez Tue Madsena, po czym w listopadzie tego samego roku ponownie wydany przez GSR Music. Latem 2004 grupa dołączyła do składu amerykańskiej wytwórni Black Market Activities, po tym jak ta licencjonowała ich album Sands of Time.
Po wydaniu dwóch pierwszych płyt członkowie BFP zakończyli współpracę z wydawcą Gangstyle Records (GSR), a następnie – po przeanalizowaniu różnych ofert od zainteresowanych wydawców – w listopadzie 2004 podpisali umowę z większą wytwórnią tj. amerykańską Metal Blade Records, mając na względzie chęć dotarcia do szerszego grona odbiorców. W sierpniu 2004 nowym perkusistą BFP został Roel Klomp, zastępując Pietera Hendricksa. 18 kwietnia 2005 premierę miał trzeci album zespołu, zatytułowany In Love with the End, będący pierwszym wydanym przez Metal Blade Records. W piosenkach pojawiły się gitarowe solówki i melodie oraz chwytliwe momenty, przez co materiał różnił się od poprzednich wydawnictw. Generalnie płyta zyskała spektakularne przyjęcie odbiorców. W okresie premiery tego dzieła grupa koncertowała po Europie: w marcu i kwietniu 2005 po Niemczech, od 28 kwietnia do końca maja 2005 wraz z grupą Zero Mentality po różnych krajach europejskich, następnie w czerwcu 2005 w Wielkiej Brytanii, a latem tego roku brała udział w festiwalach, następnie na trasie „Persistence Tour 2005” wraz z zespołami Hatebreed, Agnostic Front, Napalm Death, Bleed The Sky, The Red Chord, Full Blown Chaos, References. Zaplanowany był także wyjazd na koncerty do Stanów Zjednoczonych. Pod koniec 2005 grupa koncertowała po Europie z Six Feet Under, w 2006 dawała koncerty w krajach europejskich oraz koncertowała po Wielkiej Brytanii z The Black Dahlia Murder, w maju tego roku miała zaplanowaną trasę po Brazylii wraz z Terrorem, a w sierpniu 2006 ponownie grała tournee z Six Feet Under. W 2005 zespół zagrał 140 koncertów przez 10 miesięcy. W latach 2003–2006 grupa grała po ok. 130-175 koncertów rocznie.
Od początku istnienia grupy do końca lutego 2006 gitarzystą był Stefan van Neerven, który odszedł wówczas z uwagi na konieczność poświęcenia się rodzinie, a jego miejsce jako pełnoprawny członek zajął Niemiec, Dominik Stammen z zespołu Zero Mentality, który do tej pory przez dwa lata pełnił funkcję gitarzysty koncertowego. Latem 2006 wydano reedycję albumów Reclaiming the Crown wraz z dodatkowym materiałem (utwory z minialbumu Immortality, utwory ze splitu pt. Swift. Silent. Deadly, wydanego wspólnie z grupą Redline i utwór bonusowy) oraz Sands Of Time wraz z materiałem zarejestrowanym na koncertach.
Podczas nagrywania materiału na kolejną płytę w sierpniu 2006 zapowiedziano trasę koncertową z zespołami metalowymi Napalm Death i Suffocation, która odbyła się jesienią tego roku. Także jesienią 2006 poinformowano, że wytwórnia Hollowman Records zamierza wydawać albumy BFP. W dniach 17/20 listopada 2006 premierę miał czwarty album zatytułowany War, wydany nakładem Metal Blade Records. Wówczas grupa przebywała na trasie koncertowej z Napalm Death. W zamierzeniu muzyków płyta miała brzmieć dynamiczniej aniżeli poprzednie wydawnictwo.
Na luty i marzec 2007 zatwierdzono koncerty na europejskiej trasie koncertowej wraz z zespołami Bloodlined Calligraphy i First Blood. Późną zimą 2007 grupa uczestniczyła w trasie koncertowej „The War Is On Tour”. W jej trakcie w marcu 2007 poinformowano, że skład zespołu opuści wokalista Ché Snelting, który zdecydował o skupieniu się na innych sprawach życiowych, niezwiązanych z muzyką (decyzję o odejściu podjął w 2006, zaś ostatni koncert zagrał jeszcze w maju 2007). Powodem jego odejścia były także kwestie materialne, gdyż uznał, że dzięki zespołowi, który absorbował coraz więcej czasu i energii, nie zdoła uzyskać niezależności finansowej. Tuż po jego odejściu podczas trwającej trasy koncertowej jako wokalista koncertowy został zaangażowany na czas nieokreślony Amerykanin Carl Schwartz z grupy First Blood (wcześniej Terror), a po jego powrocie do USA później w tym roku funkcję wokalisty pełnili tymczasowo zaprzyjaźnieni muzycy z innych zespołów: na przełomie kwietnia i maja 2007 Paul (Superior), Marcel (The Platoon), Jacob Bredahl (Hatesphere). W sierpniu 2007 ogłoszono, że nowym stałym wokalistą będzie Kevin Otto (dotychczas w grupie End Of Days), przy czym do składu miał wejść po trasie koncertowej „Hell On Earth Tour 2007”, planowanej na wrzesień i październik tego roku (wraz z zespołami Walls of Jericho, All Shall Persish, Fear My Thoughts, From a Second Window, Freya), podczas której obowiązki wokalisty pełnił Amerykanin Scott Vogel z formacji Terror. Następnie, wraz z Kevinem Otto jako wokalistą zespół planował koncerty od marca 2008 przez kolejne miesiące (np. na początek 2008 przez trzy miesiące zespół miał przebywać na koncertach w Ameryce Północnej i Południowej), jednakże okazało się, że tenże wokalista po raz ostatni wystąpił z zespołem w grudniu 2007, po czym był niezdolny do koncertowania z uwagi na problemy zdrowotne ze strunami głosowymi. Po ośmiu miesiącach koncertowania z zastępczymi wokalistami oraz łącznie po roku od odejścia Ché w maju 2008 ogłoszono, że obowiązki wokalisty przejął dotychczasowy basista zespołu, Rob Franssen (styl wokalny Frannsena różni się od Sneltinga, mimo mniejszej mocy, jest w nim więcej zróżnicowania i wściekłości). W 2008 nowym basistą został Andries Beckers (wcześniej występujący w składzie belgijskiego zespołu The Setup), a ponadto w 2008 ze składu odszedł perkusista Roel Klomp z uwagi na zapalenie pochewek ścięgnistych w łokciu i negatywne wskazania lekarskie – zastąpił go tymczasowo na koncertach Igor Wouters z Backfire!, a we wrześniu 2008 jako stały członek został ogłoszony Roy Moonen (z grupy 37 Stabwoundz).
3 listopada 2008 miał premierę piąty album pt. Survival. Pod koniec 2008 zespół koncertował na trasie „Persistence Tour 2008” wraz z grupami Slapshot, Sick of It All, Heaven Shall Burn, War of Ages, Terror, Energy, Discipline, H2O. W okresie od 2005 do 2008 zespół wydał łącznie trzy albumy nakładem Metal Blade Records (In Love with the End, War, Survival). Po wygaśnięciu kontraktu grupa odrzuciła podpisanie nowej umowy z tą wytwórnią, mając na celu wydanie kolejnego albumu samodzielnie. W 2009 nakładem amerykańskiej wytwórni Reaper Records ukazał się singel 7" pt. Warfare.
W maju 2009 wokalista Rob Franssen przeszedł poważną operację oczu, w związku z tym nie mógł uczestniczyć w ówczesnej trasie koncertowej wraz z zespołami Terror, Stick To Your Guns, Trapped Under Ice (wtedy swoje zastępstwo zaoferował David Wood z grupy Terror). W połowie czerwca 2009 Franssen powrócił do koncertowania, ale pod koniec tego miesiąca jego problemy z oczami powróciły i był zmuszony poddać się ponownej operacji. Na przełomie września i października 2009 grupa miała zaplanowane tournee po Stanach Zjednoczonych wraz z zespołem Forfeit. Na początku 2010 z zespołu odszedł perkusista Roy Moonen (z zamiarem poświęcenia się lżejszym odmianom muzyki), którego w marcu tego roku na koncertach zastąpił Serch z grupy The Setup, a od kwietnia tego roku etatowo Igor Wouters z grupy Backfire!. W 2010 grupa odbyła trasę koncertową pod nazwą „Rise or Die Tour”. Na przełomie lipca i sierpnia 2010 zespół koncertował w państwach wschodniej Azji na trasie pod nazwą „Asia State of Mind Tour”. W marcu 2011 Born from Pain koncertował po Europie u boku zaprzyjaźnionej formacji Madball w ramach trasy „Rebellion Tour 2011”. Pod koniec grudnia 2011 BFP odbył krótką trasę Change Or Die po Niemczech z zespołami AYS i The Platoon, jednocześnie wsparł razem z Hardcore Help Foundation osoby potrzebujące w zbiórce ubrań i żywności. Generalnie około lat 2010–2012 zespół postanowił nieco zwolnić tempo swojej działalności.
W maju 2012 grupa koncertowała w Stanach Zjednoczonych na trasie pod nazwą „The Silence Is Betrayal Tour” wspólnie z formacjami First Blood, Naysayer, Betrayal. 29 czerwca 2012 Born from Pain zagrał koncert w Heerlen z okazji 15-lecia istnienia przy udziale zaprzyjaźnionych zespołów (m.in. Backfire!). Kolejne, szóste wydawnictwo pt. The New Future, mające premierę 13 lipca 2012, zawierało elementy muzyki elektronicznej. W pracy nad tym materiałem pracował perkusista, Igor Wouters, znany z zespołu Backfire!. W listopadzie 2012 grupa koncertowała po Stanach Zjednoczonych wraz z formacjami Alpha & Omega i The Beautiful Ones. Od 2011 przez okres 1,5 roku grupa działała w czteroosobowym składzie, po czym zdecydowano o jego poszerzeniu o drugiego gitarzystę, którym na początku sierpnia 2012 został ogłoszony pierwotny założyciel zespołu, Servé Olieslagers. Tenże pozostawał w składzie w 2013, a w marcu tego roku do zespołu dołączył również perkusista, Max van Winkelhof (dotychczas znany z zespołów Disloyal, Arma Gathas, Skiggy Rapz).

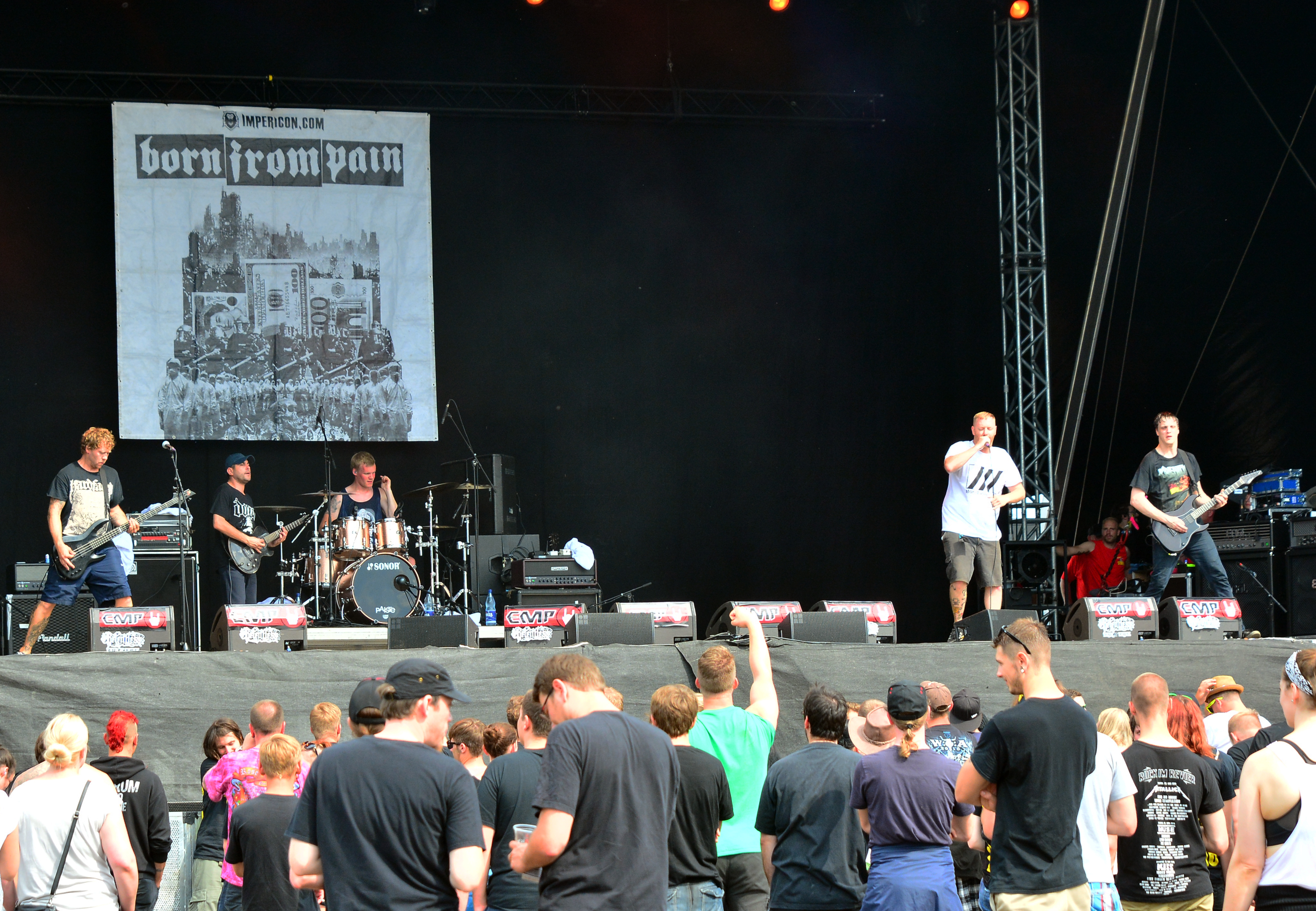
Born from Pain podczas występu na festiwalu „Reload Festival” 2015

W kwietniu 2014 BFP koncertował po Niemczech na trasie „Dance with the Devil-Tour” wraz zespołami First Blood, Desolated, No Second Thought. W połowie 2014 grupa podpisała kontrakt z wytwórnią Beatdown Hardwear Records (BDHW), w której pod koniec tego roku wydała swoją siódmą płytę pt. Dance with the Devil. Pod koniec grudnia 2014 zespół był na trasie koncertowej w Niemczech z zespołami Final Prayer i City To City. Na początku 2015 formacja koncertowała po Niemczech z zespołem Fallbrawl, pod koniec 2016 w zachodniej Europie z zespołem Risk It, a na przełomie 2016/2017 na trasie „Change Or Die” po Niemczech wraz z zespołami Harm/Shelter oraz Last Hope. Na kwiecień 2017 zaplanowano trasę pod nazwą „The Walls Wil Fall Tour” po Niemczech wraz z Terrorem i Higher Power. W listopadzie 2017 w De Nor grupa obchodziła jubileusz 20-lecia istnienia koncertując wraz amerykańskim zespołem Madball.
W 2018 grupa występowała w ramach „EMP Persistence Tour 2018” m.in. wspólnie z grupami Hatebreed, Madball, Terror. Na przełomie 2018/2019 BFP odbył trasę „True Love X-Mas Tour” po Niemczech z zespołem Fallbrawl. 15 lutego 2019 premierę miał ósmy album grupy, zatytułowany True Love, wydany nakładem Beatdown Hardwear Records. Tydzień wcześniej, 7 lutego 2019 ukazał się także limitowany split na winylu 7" pt. Groetjes Uit Heerlen, na którym wydano utwór Born from Pain pt. „Antitown” (pochodzący z płyty True Love) oraz piosenkę pt. „Herleen” grupy Nato Partners. W marcu 2019 Born from Pain koncertował ponownie po Niemczech na trasie „Rebellion 8 Tour 2019” wraz z zespołami Madball, Iron Reagan, Death Before Dishonor, Slope, Brick By Brick.

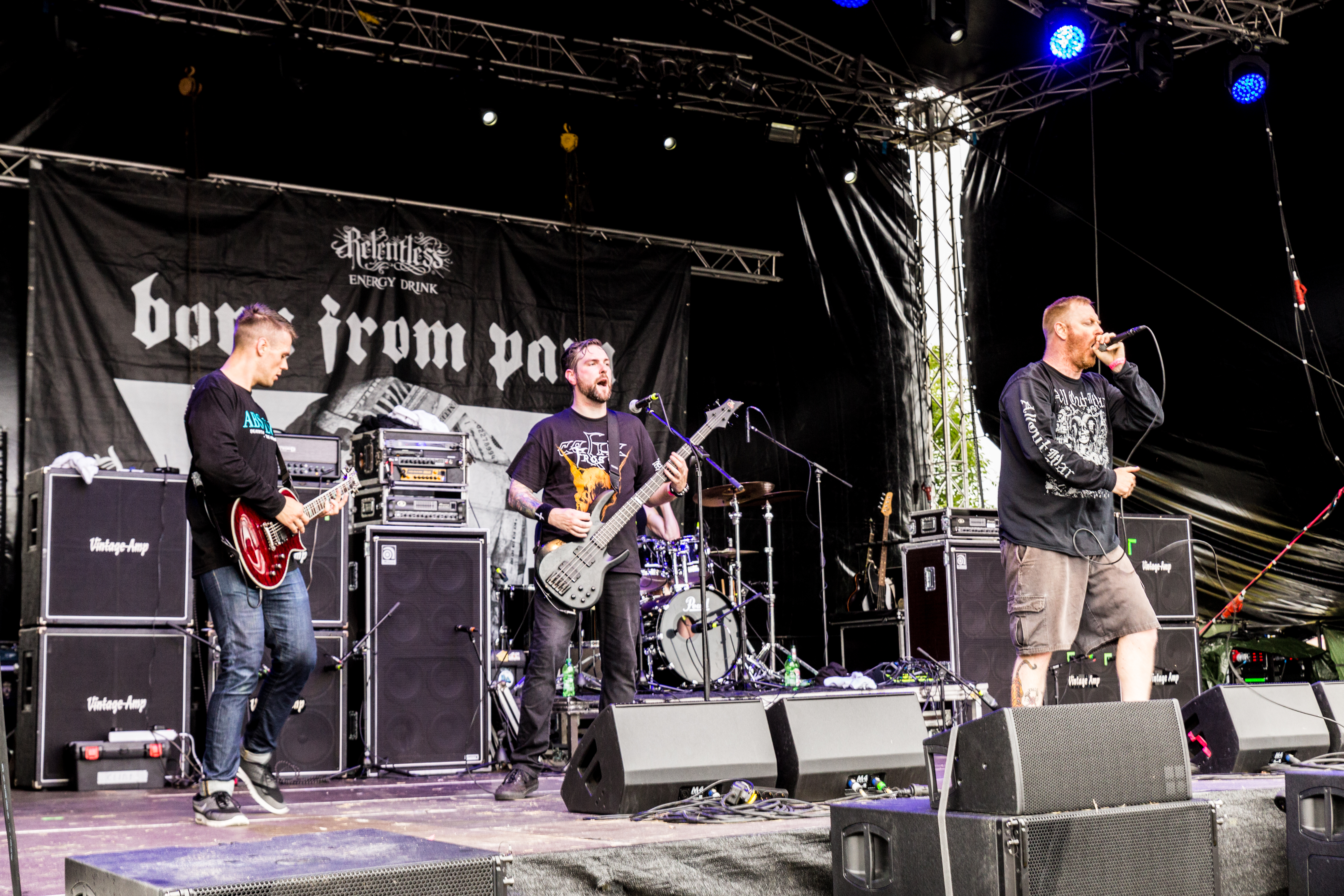
Born from Pain podczas występu na festiwalu „Metal Frenzy Open Air” 2017

Generalnie Born from Pain występował na różnych kontynentach (Europa, Ameryka Północna i Południowa, Azja) na jednej scenie z takimi formacjami jak Soulfly (jako support podczas koncertów w Holandii), Agnostic Front, Slayer, Napalm Death (Pesistence Tour), Biohazard, The Promise oraz na festiwalach Wacken Open Air, Summer Breeze, With Full Force, Wald Rock, Pressure Fest, Furyfest, Vainstream Festival, Impericon Festival, Brutal Assault Festival, Metalliga Open Air Festival, Hellfest (Francja), Reload, Dong Open Air, Joch´n Roll Open Air.
W 2022 planowano uczcić 25. rocznicę założenia BFP, co przełożono na 2023, a wyrazem był własny festiwal grupy pod nazwą „Rise Or Die in de Nieuwe Nor”, który odbył się 16 września 2023. Drugą edycję zorganizowano 5 października 2024.

## Styl
Po przeszło 20 latach istnienia Born from Pain był uważany za jednego z pierwszorzędnych zespołów nurtu hardcore w Europie. Sami członkowie zespołu określili styl muzyczny BFP jako ciężki hardcore („heavy hardcore”) z metalowym szlifem. Początkowe albumy prezentowały styl z dominującym gatunkiem hardcore. Później zaznaczyły się wpływy metalowe, np. na albumie In Love with the End z 2005. Wraz z płytą True Love z 2019, zgodnie ze zdaniem zespołu, powrócono do dominujących wpływów hardcore punku. Generalnie styl Born from Pain został określony przez Roba Franssena jako połączenie hardcore i metalu, albo ostry i agresywny metalowy hardcore, zawierający „melodię, groove, ciężar, metalowe riffy, agresywność, tempo, czysty hardcore i mocne breakdowny oraz szczerość”. W 2006 gitarzysta Dominik Stammen określił BFP jako „metalowy zespół hardcore”, a drugi z gitarzystów Karl Fieldhouse uznał BFP jako zespół „hardcore z wpływami metalowymi”. Niekiedy styl Born from Pain bywał określany jako „europejski odpowiednik amerykańskiego Hatebreed”. Jako elementy stylu BFP wymienia się brutalny groove, szybkie riffy i agresywne breakdowny oraz niepodatność na aktualne trendy muzyczne.
Mimo że czasem twórczość Born from Pain bywa zaliczana do nurtu metalcore (nawet była uznawana za jednego z pionierów gatunku metalcore, a wydawnictwo In Love with the End jako brzmiące niczym wzór), członkowie zespołu unikają określania ich jako reprezentantów tegoż. Grupa nie tworzy w swoich repertuarze czystych, melodyjnych wokaliz. Ponadto, muzycy BFP nie komponują riffów gitarowych, przypominających styl wpływowych zespołów metalowych jak Iron Maiden czy przedstawicieli nurtu melodic death metal jak In Flames. Stylu BFP nie można kategorycznie określić jako reprezentującego gatunek metalcore, jako że melodie w twórczości grupy są eksponowane we własny sposób, nie odpowiadający stylom typowych przedstawicieli metalcore.
Generalnie aktualne składy grupy tworzyły muzykę na kolejne albumy (z głównym udziałem gitarzystów jak Servé Olieslagers, Karl Fieldhouse, Stefan van Neerven, Dominik Stammen), natomiast teksty utworów tworzył przez lata Rob Franssen (zarówno w trakcie pełnienia roli basisty, jak i później będąc już wokalistą). Członkowie przyjęli zasadę organizowania przesłuchań zespołu tylko w razie tworzenia nowego materiału (odbywają się w Holandii albo w Niemczech). Zazwyczaj utwory BFP najpierw powstają w warstwie kompozycji muzycznej, tworzonej przez gitarzystów, następnie są wypróbowywane w całym składzie zespołu i wówczas doszlifowane z możliwymi korektami wnoszonymi przez wszystkich muzyków. Po ukształtowaniu kompozycji muzycznej następował etap pisania słów utworu przez Franssena (niekiedy bodziec do napisania tekstu poddawał duński producent Tue Madsen). Tym niemniej w niektórych przypadkach jako pierwszy był tworzony tekst utworu, a dopiero potem muzyka, zaś bywało również, że przy tworzeniu utworu równolegle następowało powstawanie muzyki oraz tekstu.
Teksty utworów są pisane w języku angielskim, aczkolwiek w całej dyskografii BFP zdarzały się przypadki tytułów piosenek w języku niemieckim, a nawet pojedynych fragmentów w tym języku (np. utwór „Kampfbereit”). Według wypowiedzi Franssena z 2006 każdy utwór grupy musi przekazywać określone uczucie: agresywne, melancholijne albo wzburzone – nie tylko w członkach zespołu, ale też w słuchaczach. Zgodnie z jego słowami grupa nie tworzy piosenek tylko po to, aby umieścić w nich dany riff czy aby naśladować jakiś trend muzyczny oraz nie idzie przy tym na kompromisy. Teksty grupy, tworzone przez Roba Franssena, często stanowią przesłanie o charakterze politycznym. Generalnie słowa utworów BFP przejawiają gniew wynikający z życia, niepokój społeczny, zmaganie emocjonalne oraz ukazują unicestwianie świata. Mimo ekspresji złości i frustracji piosenki zespołu mają w swojej zawartości elementy optymistyczne, mówiące o obróceniu negatywnych odczuć w pozytywne zmiany. Liryki z wydawnictw po albumie Sands of Time często ukazują krytykę społeczeństwa i elit władzy na świecie, opisują negatywny stan rodzimego regionu górniczego (Zagłębie Ruhry), pogarszającej się sytuacji świata, zachęcają słuchaczy do korzystania z alternatywnych źródeł informacji, szukania prawdy i krytycznego spojrzenia na rzeczywistość, przedstawiają wojnę rozumianą w różnym znaczeniu (od klasycznego do indywidualnego i społecznego). Niekiedy liryki opisują sprawy osobiste. Na albumie True Love Franssen po raz pierwszy wydatniej postanowił wykorzystać więcej liryków dotyczących jego sfery prywatnej.
Członkowie grupy podczas tras koncertowych prowadzili akcję ulicznych pytań do mieszkańców, w których usiłowali dowiedzieć się o ich podgląd na obecny świat. Materiały z tymi wypowiedziami (prócz uczestników koncertów także przypadkowych ludzi w krajach Unii Europejskiej i innych krajów na świecie) były publikowane jako wideo na stronie zespołu. Celem zbudowania środowiska odbiorców zespół powołał do życia stronę internetową Suicide Nation (http://suicidenation.org/this-is-suicide-nation). W 2008 została uruchomiona przez Roba Franssena strona internetowa pt. Survival State Of Mind, w założeniu stanowiąca miejsce wyrażania krytycznych opinii o władzy (survivalstateofmind.blogspot.com).
Koncerty zespołu są żywiołowo przyjmowane przez słuchaczy. W ich trakcie jest zauważalny agresywny rodzaj zabawy pod sceną, także z elementami przemocy. Muzycy zastrzegają przy tym, iż zachęcają uczestników koncertu do wzajemnego szacunku w tych okolicznościach.
Zespół tworzy wyłącznie własne kompozycje, tym niemniej u zarania swej działalności wykonywał np. utwór „Matron of Sedition” amerykańskiego zespołu Slugfest, którego wokalistą był Scott Vogel. Na początku działalności BFP nagrał covery utworów grup Killing Time (pt. „Brightside”) oraz Slime (piosenka „Tod”, wydana na tribute albumie pt: Alle Gegen Alle – A Tribute To Slime z 2009). Prócz nich na koncertach formacja wykonywała piosenki zespołów Killing Time, Hatebreed, Despair, Slugfest, a także Dio, Bon Jovi, Metallica.

## Muzycy
| Obecny skład zespołu - Rob Franssen – śpiew (1997–2008 gitara basowa, od 2008 śpiew) - Dominik Stammen – gitara elektryczna (od 2006; od 2004 koncertowy) - Stefan van Neerven – gitara elektryczna (1997–2006, od ?) - Tommie Gawellek – gitara basowa (od ?) - Max van Winkelhof – perkusja (od 2013) Udział tymczasowy - Carl Schwartz – śpiew (2007) - Kevin Otto – śpiew (2007) - Scott Vogel – śpiew (2007) |  | Byli członkowie zespołu - Ché Snelting – śpiew (1997–2007) - Marco – gitara elektryczna (nieoficjalnie) - Bolle – gitara elektryczna - Marijn Moritz – gitara elektryczna (2001–2003) - Pieter Hendricks – perkusja (2003–2004) - Wouter Alers – perkusja (1997–2003) - Roel Klomp – perkusja (2004–2008) - Roy Moonen – perkusja (2008–2010) - Andries Beckers – gitara basowa (2008–2010) - Karl Fieldhouse – gitara elektryczna (2000–2011) - Igor Wouters – perkusja (2010–2013) - Pete Görlitz – gitara basowa (2010-) - Servé Olieslagers – gitara elektryczna (1997–2001, od 2012) |

Pierwotnie członkowie zespołu pochodzili z jednego miasta w Holandii i poznali się w miejscowym środowisku muzyki alternatywnej. Gdy zaczynali historię BFP w 1997 byli ludźmi bez zajęcia. W przeszłości muzycy należeli do składów innych zespołów: Rob Franssen (ur. ok. 1972) był członkiem Feeding The Fire, Wheel of Progress, Backdraft, Bloodsport; Dominik Stammen (ur. ok. 1982) grał w Drift, Bleeding, Zero Mentality; Servé Olieslagers (ur. ok. 1980) grał w 37 Stabwoundz, Dead Man’s Curse; Max van Winkelhof (ur. ok. 1991) grał w Arma Gathas, Tribe War, Diggy Dex, Disloyal, Skiggy Rapz; Tommie Gawellek (ur. ok. 1982) grał w Look My Way, Another Victory. Od początku istnienia grupy wartości i ideologie znane w środowisku hardcore takie jak straight edge, wegetarianizm i weganizm nie stanowiły znaczenia dla postawy Born from Pain, aczkolwiek niektórzy z członków zespołu w początkowych latach byli straight edge, weganami oraz wegetarianami. Prócz działalności w zespole Rob Franssen i Ché Snelting (ur. ok. 1978) pobocznie zajmowali się organizowaniem koncertów.
Na przestrzeni lat w składzie zespołu dochodziło do częstych zmian personalnych. Jedynym członkiem zespołu, który pozostaje nieprzerwanie od czasu powstania jest Rob Franssen (początkowo basista, później wokalista). Prócz niego inny ze współzałożycieli, gitarzysta Servé Olieslagers odszedł po wydaniu płyty Reclaiming the Crown (2000) i powrócił do składu po okołu 12 latach.
Członkowie grupy są w większości Holendrami, aczkolwiek Dominik Stammen i Tommie Gawellek to Niemcy. Poza Heerlen muzycy są także związani z niemieckim miastem Essen, gdzie na początku XXI wieku zamieszkał Franssen. Pierwotnie Born from Pain był zespołem ściśle holenderskim, jednak z uwagi na zmiany w składzie i narodowość zespół w drugiej dekadzie XXI wieku jest określany jako holendersko-niemiecki. Wpływ na to ma fakt, że od lat zespół gra wiele koncertów na obszarze Niemiec.
Członkostwo w BFP nie stało się wyłącznym źródłem utrzymania dla jego członków, którzy podejmowali pracę zawodową na innych stanowiskach (np. Ché Snelting i Karl Fieldhouse byli zatrudnieni w call center, a Rob Franssen został nauczycielem w zakresie sieci komputerowych, Roel Klomp podjął pracę w DHL). Ponadto muzycy angażują się w akcje społeczne.
Członkowie Born from Pain są sympatykami piłki nożnej i czas wolny poza koncertami i pracą zarobkową chętnie spędzają na stadionie. W teledysku do utworu „True Love” z 2019 zawarto odniesienia do działalności kibiców klubu piłkarskiego Roda JC Kerkrade. Zgodnie z oświadczeniem zespołu tytułowy utwór i teledysk jest hołdem dla kogokolwiek, kto urodził się z miłością do muzyki czy klubu sportowego.
Przy wydawaniu albumów od Sands of Time (2003) do The New Future (2012) z grupą współpracował blisko René Natzel (w przeszłości perkusista zespołu Feeding The Fire), który odpowiadał za pomysł i kierunek artystyczny, fotografie. Produkcją kilku albumów BFP zajmował się Duńczyk Tue Madsen od 2003 do 2008 (Sands of Time, In Love with the End, War, Survival), ponownie w 2018 (przy pracach nad ósmym albumem pt. True Love). Członkowie zespołu wielokrotnie podkreślali zadowolenie ze współpracy z tym producentem, który według nich rozumiał charakter ich zespołu i potrafił wydobyć odpowiedni dźwięk. Podkreślano jego osobowość, pomysły, entuzjazm, zrozumienie. Jak przyznał w 2019 Franssen, po wyżej wymienionych czterech albumach wyprodukowanych przez Madsena, Born from Pain wydał dwa kolejne z innymi producentami, po czym członkowie zespołu uznali, że nikt tak jak Duńczyk nie ma słuchu do stylu ich grupy i nie wie jak ona brzmi. W związku z tym w 2018 powrócili do współpracy z Madsenem przy pracy nad ósmym albumem.
Kilka lat po odejściu ze składu BFP oraz ustabilizowaniu swojej sytuacji życiowej, wokalista Ché Snelting został członkiem grupy Arma Gathas (w 2009 zaangażowany przez gitarzystę Cataract, Simona Füllemanna), a od czerwca 2011 był członkiem zespołu The Unknown. Były perkusista Peter Hendricks grał także w formacjach Maaswater Veenlijk i Black Bottle Riot. Formacja Arma Gathas w składzie z wokalistą Ché Sneltingiem oraz perkusistą Maxem van Winkelhofem (od 2014 perkusista Born from Pain) wydała album pt. Dead To This World (2010). Ponadto Ché Snelting jako wokalista zespołu From Earth nagrał płytę Dark Waves (2014).
Członkowie zespołu Born from Pain podjęli bliższą współpracę z amerykańską formacją Madball, jako że Rob Franssen w 2018 pełnił funkcję menedżera podczas trasy Madball, zaś Dominik Stammen był zastępczym gitarzystą na trasie.
Muzycy grupy geograficznie związani są z regionem Wschodniego Regionu Górniczego w Holandii (nider. Oostelijke Mijnstreek), a w związku z tym należeli do „MOC” (Mijnstreek Oost Crew), tj. grupy muzyków i fanów zespołów punkowych oraz metalowych w tym rejonie.

## Dyskografia
| Albumy - Reclaiming the Crown (2000, Gangstyle Records) - Sands of Time (2003, Gangstyle Records) - In Love with the End (2005, Metal Blade Records) - War (2006, Metal Blade Records) - Survival (2008, Metal Blade Records) - The New Future (2012, Gangstyle Records) - Dance with the Devil (2014, Beatdown Hardwear Records) - True Love (2019, Beatdown Hardwear Records) |  | Demo - Demo (1997, Repel Records) Minialbumy - Immortality (1999, Contrition Records; 2000, Gangstyle Records) Splity - Split, wspólnie z grupą Iron Skull (1999, Fat For Life) - Split Silent-Swift-Deathly, wspólnie z grupą Redline (2001, Gangstyle Records) - Groetjes Uit Heerlen, wspólnie z grupą Nato Partners (2019, własnym sumptem) Single - Warfare 7" (2009, Reaper Records) - Rebirth (2018, Beatdown Hardwear Records) |

Rob Franssen i Ché Snelting udzielili gościnnie głosu na albumie Showdown (2005) duńskiej grupy Barcode, Rob Franssen i Dominik Stammen udzielili gościnnie głosu w utworze „Die Stürme Rufen Dich” na albumie Veto (2013) niemieckiej grupy Heaven Shall Burn.

## Teledyski
- „Day of the Scorpio” (2003)[8][153]
- „Rise Or Die” (2005)[154]
- „The New Hate” (2005)[155]
- „Sons Of A Dying World” (2008)[145][156][157]
- „The New Future” (2011)[158][159][160]
- „Dance with the Devil” (2015, reż. Inti Carboni)[10][161]
- „Rebirth” (2018, reż. Moritz Hartmann)[2][108][162]
- „Antitown” (2018, reż. Daniel Prieß)[108][163]
- „New Beginnings” (2019)[126][164]
- „True Love” (2019, reż. Daniel Prieß)[139]
- „Live Forever” (2021, reż. Marijn Moritz)[165]